# Keton malinowy
Keton malinowy – organiczny związek chemiczny, fenol z łańcuchem bocznym w pozycji para zawierającym ugrupowanie ketonowe. Stosowany w przemyśle spożywczym głównie w aromatach spożywczych i w przemyśle perfumeryjnym w niektórych kompozycjach perfumeryjnych. Występuje w owocach maliny.